# Dark Night of the Soul
A Dark Night of the Soul Danger Mouse és a Sparklehorse közös stúdióalbuma, melyet a Capitol Records adott ki. Az album már 2009-ben kiszivárgott az internetre, de a Danger Mouse és az EMI közötti jogvita miatt hivatalosan csak 2010-ben adták ki. Különlegessége, hogy minden számban közreműködik egy harmadik előadó is.

## Történet

### Jogi viták azEMI-vel
Az album ugyan már 2009 elején felvételre került, ám az EMI-vel zajló jogi vita miatt kis híján meghiúsult a kiadása. A David Lynch által az album mellé készített könyvet végül 2009-ben kiadták, de hozzá egy üres, írható CD-t mellékeltek, a következő szöveggel: 
Jogi okok miatt a mellékelt írható CD nem tartalmaz zenét. Használd amire szeretnéd.
A zene nem sokkal a könyv kiadása után kiszivárgott az internetre.
Az esetről az EMI a következőket közölte:
Danger Mouse egy nagyszerű, tehetséges művész, aki iránt hatalmas a tiszteletünk. Mindent megteszünk a probléma megoldásáért, és folyamatosan kommunikálunk Brian Burtonnal (Danger Mouse). Viszont saját jogainkat is védenünk kell. 
A részletekről mindkét fél hallgatott, de a konfliktus valószínűleg onnan ered, hogy Danger Mouse leszerződött a Lex Records lemezkiadóval.
Végül 2010 elején bejelentették, hogy kísérleti jelleggel nyáron kiadják az albumot; végül a végleges kiadás borítójára rákerült a Lex Records logója is.

### Hivatalos kiadás
Az album végül 2010. július 12-én jelent meg, több formátumban is. Az album mellé mellékelték David Lynch 100 oldalas könyvét, melyben a Lynch által az album illusztrálására készített fényképek találhatók. A könyvből csak 5 000 példány készült.
Ez az album volt a Sparklehorse frontemberének, Mark Linkous-nak az utoljára felvett albuma; március 6-án öngyilkos lett. Ekkor épp egy következő stúdióalbumon dolgozott. A felvétel után nem sokkal Vic Chesnutt is öngyilkos lett.

## Számlista
Az összes dal szerzője Danger Mouse és Mark Linkous. 
| 1.    | Revenge                      | The Flaming Lips   | 4:52 |
| 2.    | Just War                     | Gruff Rhys         | 3:44 |
| 3.    | Jaykub                       | Jason Lytle        | 3:52 |
| 4.    | Little Girl                  | Julian Casablancas | 4:53 |
| 5.    | Angel's Harp                 | Black Francis      | 2:57 |
| 6.    | Pain                         | Iggy Pop           | 2:49 |
| 7.    | Star Eyes (I Can't Catch It) | David Lynch        | 3:10 |
| 8.    | Everytime I With You         | Jason Lytle        | 3:09 |
| 9.    | Insane Lullaby               | James Mercer       | 3:12 |
| 10.   | Daddy's Gone                 | Nina Persson       | 3:09 |
| 11.   | Man Who Played God           | Suzanne Vega       | 3:09 |
| 12.   | Grim Augury                  | Vic Chesnutt       | 2:32 |
| 13.   | Dark Night of the Soul       | David Lynch        | 4:38 |
| 46:18 |                              |                    |      |

| 14. | Dark Night of the Soul (Sparklehorse mix) | 4:34 |

| 15. | Revenge (instrumentális)              | 4:54 |
| 16. | Everytime I With You (instrumentális) | 3:11 |

## Fordítás
Ez a szócikk részben vagy egészben  a   Dark Night of the Soul (album) című angol Wikipédia-szócikk ezen változatának fordításán alapul.  Az eredeti cikk szerkesztőit annak laptörténete sorolja fel. Ez a jelzés csupán a megfogalmazás eredetét és a szerzői jogokat jelzi, nem szolgál a cikkben szereplő információk forrásmegjelöléseként.